# Белкин, Николай Андреевич
Никола́й Андре́евич Бе́лкин (19 августа 1916, Большой Гозек, Вятская губерния — 7 марта 1970, Кильмезский район, Кировская область) — советский военнослужащий, участник Великой Отечественной войны, полный кавалер ордена Славы, помощник командира миномётного взвода батареи 82-мм миномётов 26-го гвардейского кавалерийского полка, гвардии старшина.

## Биография
Родился 19 августа 1916 года в селе Большой Гозек (ныне — в Кильмезском районе Кировской области). Удмурт. Окончил 4 класса. Работал в колхозе бригадиром.
В Красной Армии с 1937 года. Участник советско-финляндской войны 1939—1940 годов.
На фронте в Великую Отечественную войну с августа 1941 года. В составе 7-й гвардейской Краснознамённой ордена Богдана Хмельницкого кавалерийской дивизии прошёл путь от Москвы до Берлина. Был командиром минометного расчёта, командиром взвода полковых миномётов, знаменосцем полка.
26 ноября 1943 года в бою за деревню Головин командир расчёта 82-мм миномета гвардии старшина Белкин вместе со своим расчётом поразил до 20 вражеских солдат и офицеров. Приказом от 25 декабря 1943 года гвардии старшина Белкин Николай Андреевич награждён орденом Славы 3-й степени.
19 июля 1944 года, при отражении контратаки врага в районе города Скаржиско-Каменна помощник командира миномётного взвода батареи 82-мм миномётов гвардии старшина Белкин принял на себя командование взводом. С бойцами сразил до 15 противников, подавил огонь 3 пулемётных точек, подбил и сжёг 2 автомобиля с боеприпасами. Приказом от 20 сентября 1944 года гвардии старшина Белкин Николай Андреевич награждён орденом Славы 2-й степени.
13 января 1945 года в боях на подступах к реке Одер в районе города Роденбах, командуя расчётом, поразил свыше 10 солдат противника, подбил БТР и сжёг 2 автомобиля с боеприпасами. 29 января 1945 года при форсировании реки Одер истребил около 10 противников, подавил несколько пулемётных точек.
Указом Президиума Верховного Совета СССР от 27 июня 1945 года за образцовое выполнение заданий командования в боях с немецко-вражескими захватчиками гвардии старшина Белкин Николай Андреевич награждён орденом Славы 1-й степени. Стал полным кавалером ордена Славы.
После войны продолжал службу в армии. С 1946 года в запасе.
Вернулся на родину. Жил в деревне Паска Кильмезского района. Трудился в колхозе «Рассвет» бригадиром. Член ВКП/КПСС с 1949 года. Скончался 7 марта 1970 года.
Награждён орденами Красной Звезды, Славы 3-х степеней, медалями.

## Память

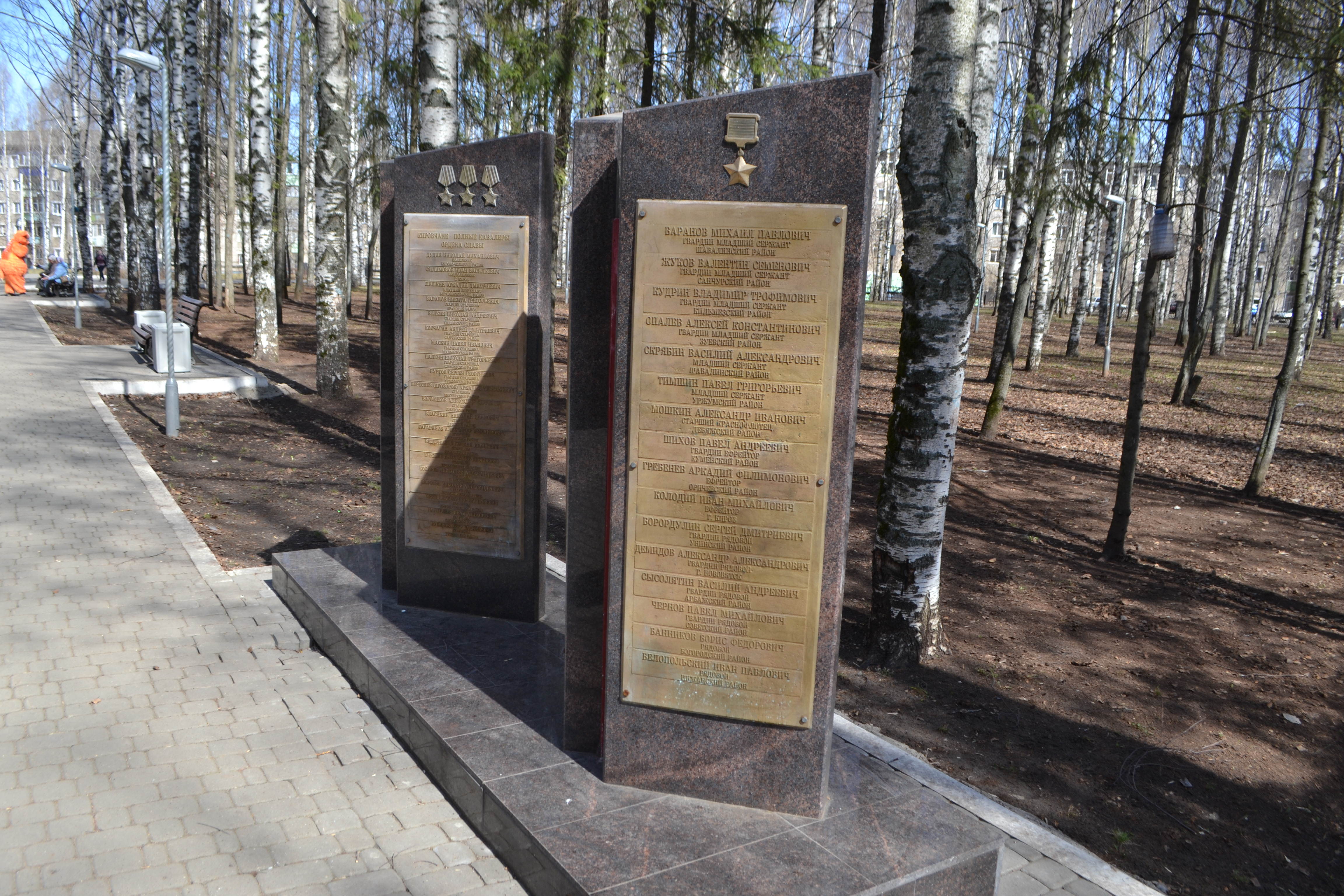
Имя Героя выбито на гранитной стеле на Аллее Славы в парке Победы города Кирова 2019.

- Имя Героя выбито на гранитной стеле на Аллее Славы в парке Победы города Кирова 2019.